# 康和声
康和声（1881年10月16日—1952年11月），字凤琴，号砚堂，又号砚堂老农、砚堂主人、遗砚堂生，湖南衡山石湾（今衡东县三樟乡）晚香堂（一说袁家冲）人。教育家、藏书家、官员。

## 生平
清光绪七年八月二十四日（1881年10月16日），康和声生于衡山的一个官僚世家。
1902年（光绪二十八年）中秀才，在乡间教书。后从政，历任湖南省学务司师范课长、省立第三女师校长、广西隆山县知事、湘军总司令部秘书、教育部编审、河南淅川县知事、北伐军第三十军柏文蔚部顾问、国民革命军北路宣慰使署军法处长、全国国难救济总会秘书等职。
1911年就读南路师范学堂，入优级选科博物班（优等生班），以第一名获赐予同举人出身资格，毕业后即留校任教。辛亥时，康和声带头在衡州府城和衡山县城立白旗。
衡阳、衡山平定后，康和声去长沙任湖南省军政府学务司（教育厅）师范课课长。任内与司长陈夙芪、吴劭先规划和改官立中路师范学堂（长沙）、西路师范学堂（常德）、南路师范学堂（衡阳）为第一、二、三师范学校，同时加设第一女子师范学校于长沙、第二女师于桃源、第三女师于衡阳。1912年下半年，康和声被任命为第三女师校长，康租用江东杨家花园一些民房组织上课，并筹建荷花坪校舍，次年春建成。
1930年，康和声去上海，由曾熙推荐，任中国国难救济总会秘书，但生计艰难，一度兼靠卖字、画度日。
1932年，回乡倡议并创立省立南岳图书馆，任馆长连续18年到1949年9月。同年12月，省政府省务会议和临时参议会第二届第四次大会批准并拨款。同年选定集贤峰下的集贤书院旧址为馆舍，新建楼房五楹。抗战时一度停办，曾在战时省会耒阳设立阅览处。1946年恢复，在旧址新建馆舍一幢二层砖木楼房1700余平米。1947年3月，法学家向郁阶捐赠历代善本4万册。1947年7月4日，更名南岳中正图书馆，后复名南岳图书馆，是全省第二大图书馆。1950年，被南岳特别区人民政府接收并改为湖南古籍书库。1955年，因保存条件过差，书库撤销，线装古籍藏品被湖南省图书馆接收，近现代书籍并入衡山县图书馆，馆舍作为南岳区区政府办公楼使用。
期间他亲自整理或主持整理编纂的有《王船山先生南岳诗文事略》、《王船山先生墨宝四种》、《王船山先生遗著遗墨叙录》、《重订王船山先生年谱》、《衡山县志》、《南岳名游集》、《南岳诗文集钞》、《续莲峰志》、《大学古本详说》、《孟子古本详说》、《康选古文百篇》，著有《康和声诗文集》、《康和声日记》、《砚堂杂稿》。
1951年7月，经黎锦熙推荐，周恩来总理特聘其为政务院文史研究馆馆员。

## 家庭
- 儿子 康辛元，华南工学院副院长
- 女婿 辛树帜，曾任兰州大学校长
- 女婿 罗芳珪，抗日名将，牺牲于台儿庄战役，追赠少将，存祀于南岳忠烈祠